# Sila Calderón
Sila María Calderón Serra (San Juan, 23 de septiembre de 1942) es una empresaria y política puertorriqueña, nacionalizada española. Fue la octava Gobernadora del Estado Libre Asociado de Puerto Rico y la primera mujer en ocupar el puesto. Antes de ser Gobernadora, Calderón ocupó varios puestos en el Gobierno de Puerto Rico entre ellos, Secretaria de Estado, Secretaria de la Gobernación y Alcaldesa de San Juan. Calderón también sirvió Presidenta del Partido Popular Democrático entre 1999 y 2003.

## Familia y educación
Sila María Calderón Serra creció en San Juan, Puerto Rico.
Es hija del empresario César Augusto Calderón y de Sila Serra Jesús. Su abuelo materno Miguel Serra Joy emigró de Mallorca, Islas Baleares a Puerto Rico a fines del siglo XIX; Calderón obtuvo la ciudadanía española por ius sanguinis en 2012. 
Ella cursó sus estudios primarios y secundarios en el colegio Sagrado Corazón de las Madres en Santurce. Obtuvo un Bachillerato en Ciencias Políticas en el Manhattanville College de Nueva York en 1965.

## Carrera pública, política y privada
De 1973 a 1984 desempeñó varias tareas en los sectores públicos y privados de Puerto Rico. Fue ayudante ejecutiva del Secretario del Trabajo, Luis Silva Recio. Posteriormente, laboró como ayudante especial del gobernador de Puerto Rico, Rafael Hernández Colón, durante su primer cuatrienio, cuando fue ayudante especial en el área de Desarrollo Económico y Trabajo. De ahí pasó a la empresa privada donde trabajó como Ejecutiva a cargo de Desarrollo de Negocios del Citibank, N.A. y, luego, como presidenta de Commonwealth Investment Company, Inc., una corporación familiar dueña de edificios industriales.  
En 1985, se convirtió en la primera mujer designada Coordinadora de Programas de Gobierno ("Chief of Staff") del gobernador de Puerto Rico Rafael Hernández Colón y, en 1986, fue nombrada la primera Secretaria de la Gobernación. En estos cargos tuvo la responsabilidad de dirigir y coordinar los trabajos y operaciones de la Rama Ejecutiva. 
En 1988 Calderón se convirtió en la primera mujer en ocupar el puesto de Secretaria de Estado del Estado Libre Asociado de Puerto Rico. Mientras tanto, retenía también sus funciones como Secretaria de la Gobernación. Como Secretaria de Estado, se desempeñó como Gobernadora Interina de Puerto Rico y como sucesora constitucional del Gobernador.
Fue miembro de juntas y consejos de gobierno. Perteneció al Consejo Asesor Económico del Gobernador, a la Junta de Directores del Banco Gubernamental de Fomento para Puerto Rico y a la Junta de Directores del Centro de Estudios Especializados en Gerencia de Gobierno. Fue Presidenta del Comité de Inversiones de la Compañía de Fomento Industrial y Secretaria General de la Comisión para la Celebración del Quinto Centenario del Descubrimiento de América y Puerto Rico. 
A principios de 1990, retornó a la actividad privada. Desde entonces y hasta el momento en que anunció su candidatura a la nominación del Partido Popular Democrático para la Alcaldía de San Juan. Estuvo activa en las Juntas de Directores de varias empresas privadas y entidades sin fines pecuniarios, entre éstas: la Corporación de Puerto Rico para la Difusión Pública, BanPonce Corporation y el Banco Popular de Puerto Rico, Pueblo International, el Comité para el Desarrollo Económico de Puerto Rico y la Fundación Sister Isolina Ferré. 
Hasta enero de 1995, dirigió el Proyecto de la Península de Cantera, un esfuerzo comunitario conjunto con la empresa privada y el gobierno para la rehabilitación social y el desarrollo económico de uno de los sectores más pobres de la ciudad de San Juan. Este le sirvió de piloto para su proyecto de "Comunidades Especiales" que implantó más adelante tanto como Alcaldesa, como posteriormente Gobernadora.  

### Alcaldesa de San Juan
En 1996, regresó a la política y ganó la alcaldía de San Juan con el 51% de los votos. Como alcaldesa, comenzó varios proyectos para revitalizar las zonas más pobres de la ciudad. También comenzó el proyecto de Comunidades Especiales que buscaba promover la autogestión y empoderamiento en las comunidades más pobres de San Juan.

### Gobernadora
En el 2000, Calderón aspiró a la Gobernación de Puerto Rico, derrotando a Carlos I. Pesquera y a Rubén Berrios Martínez. Con su victoria, se convirtió en la primera mujer Gobernadora de Puerto Rico. La agenda de gobernación de Calderón se concentró en la expansión de las Comunidades Especiales a toda la isla. Durante su incumbencia, se intentaron discutir mecanismos para resolver el problema del estatus de Puerto Rico, pero no se consiguió consenso entre los partidos políticos.
En el verano de 2003, Calderón anunció que no aspiraría a un segundo término como gobernante. Ese mismo año, se casó con Ramón Cantero Frau, un exmiembro de su gabinete. Esto marcó la segunda ocasión en la cual un gobernante contrae nupcias. El evento de su boda fue transmitido a través de todos los canales de televisión del país.

### Reconocimientos Públicos
Fue seleccionada Mujer Sobresaliente en el Servicio Público por la Cámara de Comercio de Puerto Rico en 1975, 1985 y 1987. En 1986, la Asociación de Productos de Puerto Rico la designó Mujer Distinguida del Año.  Posteriormente, en 1987, fue investida con la Orden Isabel La Católica por el gobierno español. También, fue seleccionada Líder del Año en el campo de las obras públicas por el Capítulo de Puerto Rico de la Asociación Americana de Obras Públicas en 1988. Además, el Manhattanville College, la seleccionó Exalumna Distinguida en 1987 y en 1997 le otorgó un doctorado honoris causa en Artes y Humanidades.

## Retiro
Se retiró en enero de 2005, pero continúa activa en las Comunidades Especiales y el Centro para Puerto Rico de la Fundación Sila María Calderón.